# نادژدا تورلوپوا
نادژدا تورلوپوا (روسی: Надежда Викторовна Торлопова؛ زادهٔ ۲۳ نوامبر ۱۹۷۸) ورزشکار بوکس اهل روسیه است.
وی در مسابقات کشوری و بین‌المللی در مجموع برندهٔ ۳ مدال طلا، ۱ مدال نقره، ۱ مدال برنز شده‌است.